# Colegio-Convento de Santo Tomás (Alcalá de Henares)
El antiguo Colegio-convento de Dominicos de Santo Tomás de los Ángeles y de Aquino de Alcalá de Henares se fundó en 1529 como un colegio menor de la Universidad de Alcalá. Tras diversas ocupaciones, como cuartel militar y prisión para hombres, es desde 2008 parte del nuevo edificio del Parador de Alcalá de Henares.

## Historia
Colegio-convento

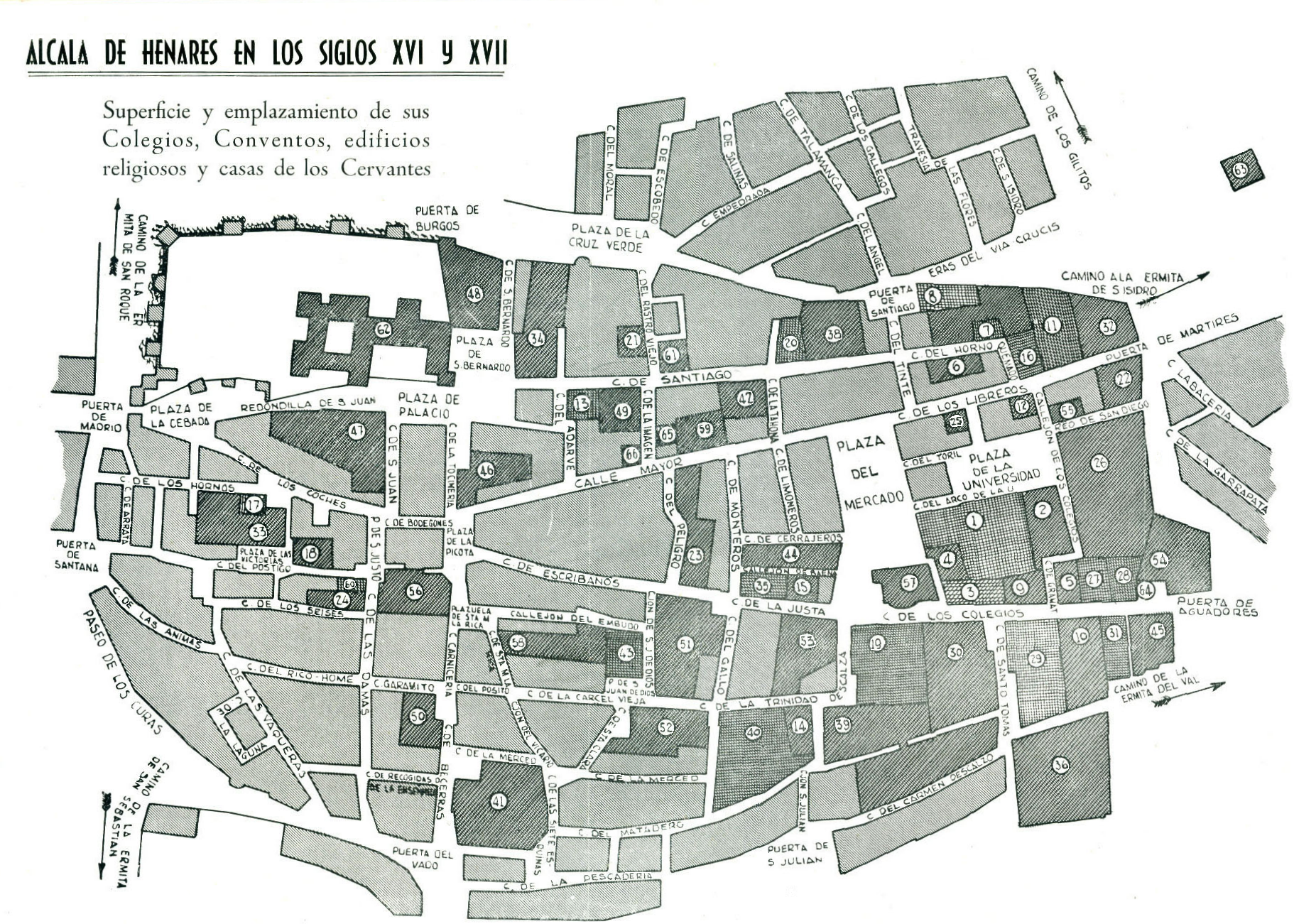
Colegio situado en el n.º 29 de este plano de los siglos y.

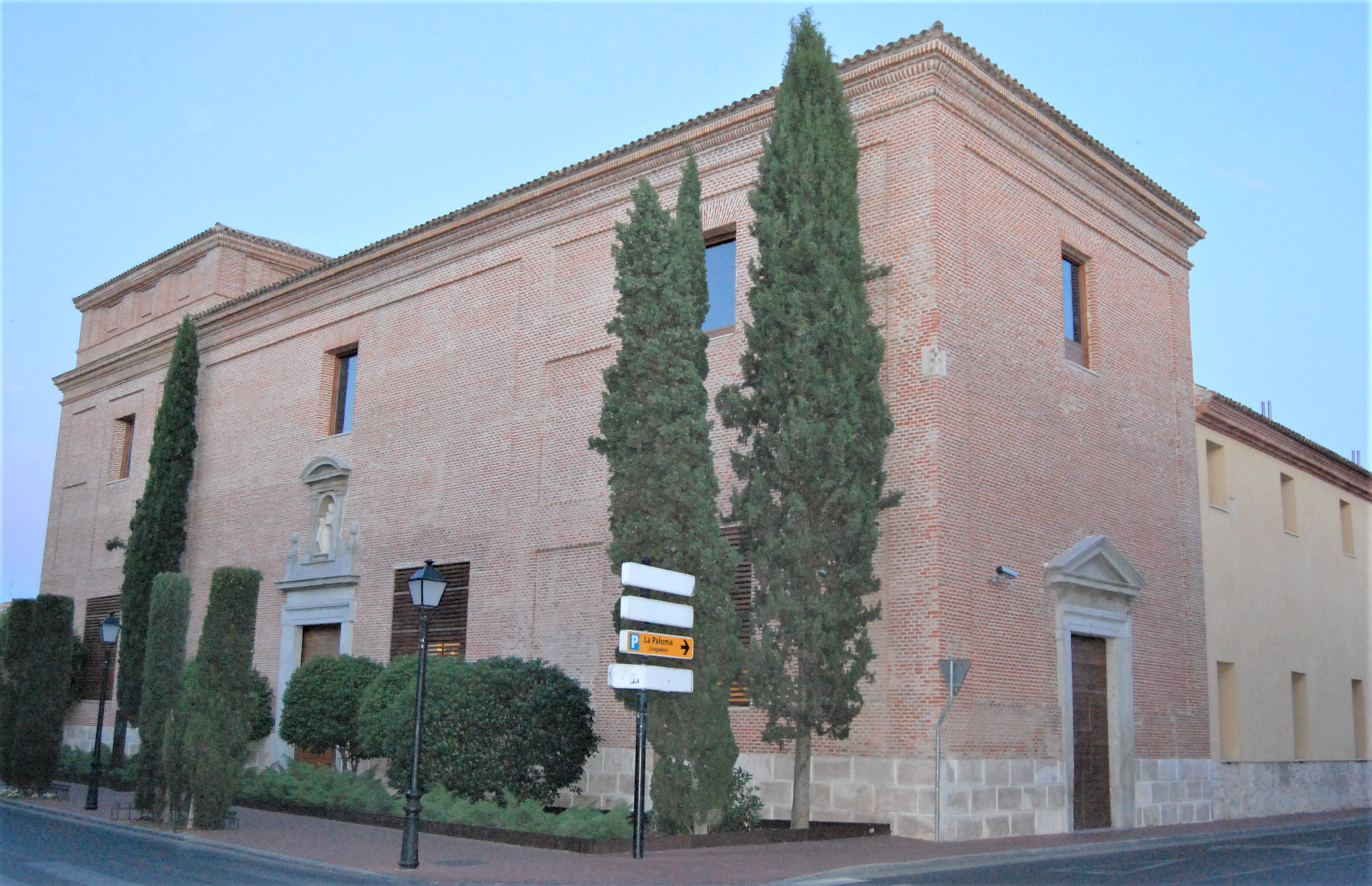
Capilla del colegio-convento.

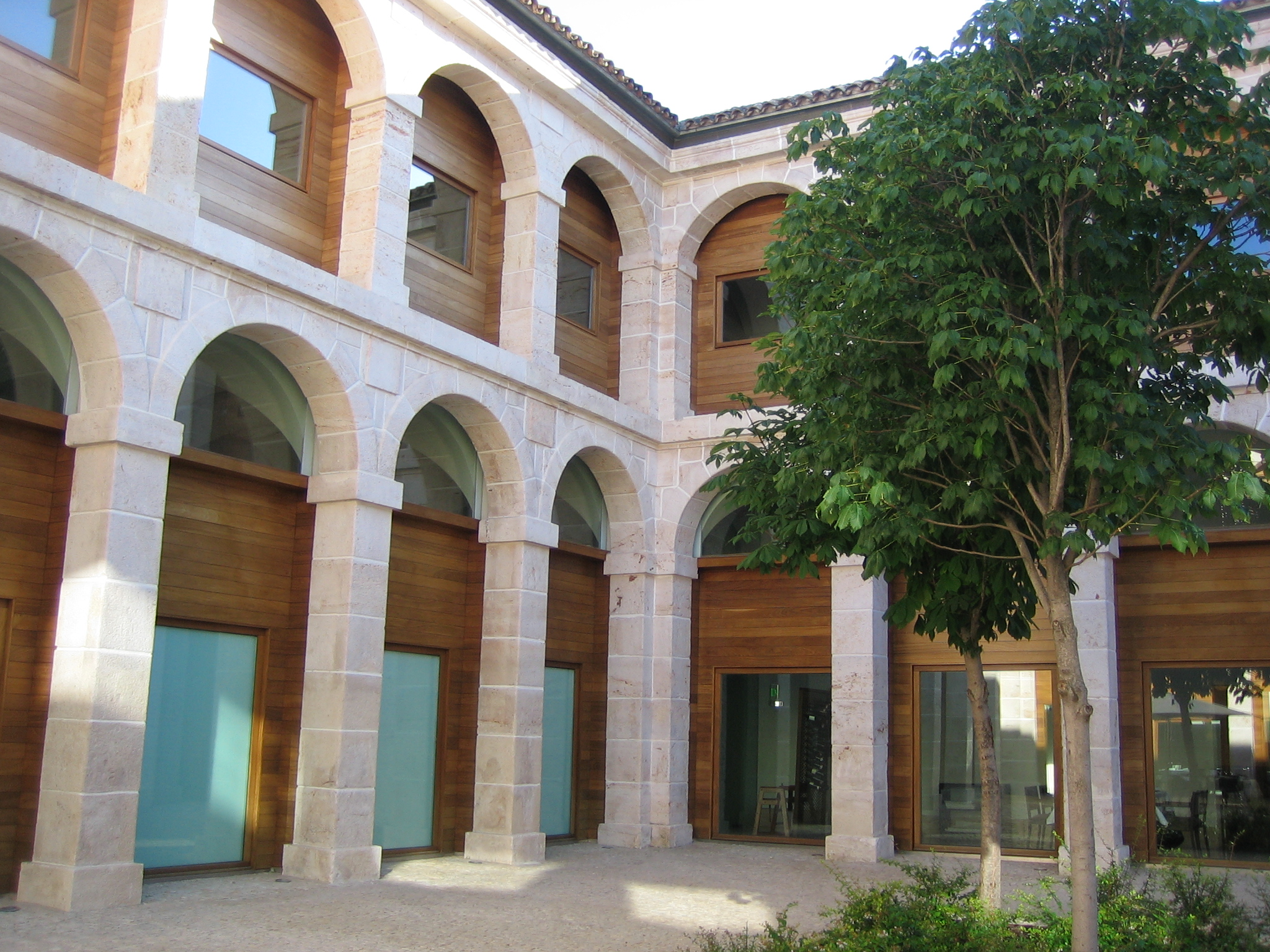
Perspectiva del claustro después de su remodelación.

El 28 de enero de 1529, en el Capítulo Provincial que la Orden de Predicadores celebró en el convento de Santa Cruz de Segovia, se acordó la fundación de un colegio de la Orden en Alcalá de Henares, en cuya universidad “las lociones pasasen por manos de los frailes de santo domingo”, bajo la advocación de Santo Domingo.
Don Carlos de Mendoza, deán de la Catedral de Toledo y hermano de fray Diego de Mendoza, fraile dominico en el convento de Segovia contribuyó a dicha fundación dejándoles en su testamento unas casas que tenía en la villa de Alcalá, en la calle del Empecinado (antigua calle de las Becerras).
Para su mantenimiento, se aplicó al nuevo colegio la hacienda y casa de Nuestra Señora de los Ángeles, un antiguo convento de la Orden que estaba a legua y media de Alcalá de Henares, en el término de Valverde de Alcalá. Así estuvieron hasta el año 1545, en el que el cardenal don García de Loaysa y Mendoza, arzobispo de Sevilla, le hizo donación de 600 ducados de renta anuales, poniendo al colegio bajo la nueva advocación de Santo Tomás de Aquino.
Los frailes se establecieron en las casas habilitando una capilla en una de sus dependencias. Sin embargo, estas casas estaban alejadas del resto de colegios menores, y los dominicos deseaban vivir en el recinto universitario, de modo que en cuanto tuvieron ocasión intentaron comprar en 1575 unos solares que vendía el Colegio Mayor de San Ildefonso junto al Colegio de San Agustín, pero fueron los agustinos quienes los adquirieron.
No obstante, decididos a establecerse allí, unos años más tarde en 1592, compraron a los carmelitas descalzos “un sitio y casa que estaba situado entre el colegio de los manriques y el de San Agustín…”, con el fin de construir un nuevo colegio. El solar comprendía toda la manzana 16 del campus universitario, y estaba rodeado por cuatro calles, la calle de los Colegios, al norte; al oeste la que conducía a la Puerta Nueva (actualmente calle de Santo Tomás) y al sur y al este, dos callejuelas de separación con las manzanas de alrededor.
Para construir el nuevo edificio según las trazas dadas, era necesario ampliar el solar algunos pies por el sur y por el oeste, por lo que al año siguiente, en 1593, los frailes de Santo Tomás expusieron al Ayuntamiento que, “teniendo necesidad de labrar su nuevo colegio, hicieran merced de un pedazo de la calle que va a la puerta nueva, al lado de San Agustín y otra callejuela que divide aquellos suelos, que los ha menester todos el colegio, y ansí no servirá de nada, atento que la calle que va a la puerta nueva queda muy ancha y bastante para carros y para todo servicio de la villa, y la otra por haberse de embeber en la casa…”
El municipio les concedió lo que pedían porque el callejón que querían incorporar en su propiedad no era de mucha utilidad y con los pies que tomaban de la calle de la Puerta Nueva se regularizaba su primitivo trazado, contribuyendo así “al ornato y belleza” de esta parte del recinto. El 16 de julio de dicho año los regidores y los maestros de obras del Ayuntamiento amojonaron, señalaron y midieron sobre el terreno, ante Diego de Almazán.
Por tanto, esta calle que iba a la puerta Nueva se trazó de nuevo dándole una anchura de veinte pies de vara, sacándola a cordel hasta la misma puerta, e incorporando el resto en el Colegio de Santo Tomás. En estas circunstancias, a punto de comenzar la construcción del nuevo edificio, el Colegio Mayor de San Ildefonso paró las obras porque según el Rector y consiliarios quienes tenían que conceder la licencia del pedazo de calle eran ellos y no la villa; se ignora cómo se solucionó el problema, pues lo único que consta es que durante varios años más los religiosos siguieron viviendo junto a la puerta del Vado hasta que en diciembre de 1603 el Padre Provincial les aconsejó que se trasladasen a la nueva posesión y vivieran provisionalmente en las casas que tenía el solar.
La primera piedra del Colegio se colocó el 13 de junio de 1604. Como la iglesia y el colegio ocupaban toda la superficie del solar tuvieron que ampliar la propiedad para formar huerta; en este mismo año compraron a Isabel de la Torre el llamado “patio de la cruz” que lindaba con su propiedad y estaba situado en la manzana 13. En 1605 adquirieron del Colegio Mayor unas casas en la misma manzana, donde vivió Diego de Bustamante, por 450 ducados y unos meses después otras tres casas con entrada por la calle que iba a la puerta Nueva.
El nuevo Colegio de Santo Tomás se alzó en un punto destacado de la calle de los Colegios esquina a la calle de Santo Tomás, donde se abría su entrada principal, ocupando un amplio solar que comprendía la manzana 16, una parte de la manzana 13 y la calle situada entre las dos. Se ignora todo lo que se refiere al autor de sus trazas y a su proceso constructivo.
La propiedad de los dominicos se amplió posteriormente en dos ocasiones. Una fue en 1674, cuando los frailes compraron a la villa unos corrales que estaban adosados por fuera a las cercas para aumentar la extensión de su huerta, de manera que se extendieron hacia el sur, dejando dentro de su propiedad la línea de las tapias de la población. La otra ocasión fue cuando el municipio les cedió la callejuela que les separaba del Colegio de los Manriques en 1763, cerrándola por la calle de los Colegios. 
El 8 de marzo de 1836, con la Ley de Supresión de Órdenes Regulares se cierran cuatro conventos, quince colegios religiosos y un convento-hospital, entre ellos el Colegio de Santo Tomás (dominicos).
Cuartel
Por Real Orden de 7 de febrero de 1839, la Hacienda pública, propietaria de los conventos desamortizados, cedía al Arma de Caballería los conventos de San Diego, San Bernardo, Carmen Calzado, Jesuitas, Basilio, y la Merced, a los que posteriormente se añadirían los de la Victoria, Clérigos menores, Carmen descalzo, Trinidad descalza y Santo Tomás. Alcalá se convirtió a partir de 1840, finalizada la guerra carlista, en una importante sede de Caballería, contando entre otros con el Colegio de Santo Tomás, para una capacidad de 100-150 hombres y 231 caballos.
Cárcel
Sin embargo, la evolución del Arma de Caballería, sumadas a la guerra de África y el costo de mantenimiento de tan gran número de edificios, supusieron un cambio en las necesidades logísticas que se plasmó en la devolución a Hacienda de alguno de ellos, con los consiguientes nuevos usos: el colegio de Santo Tomás se modificó para cárcel de hombres, empezando a funcionar en mayo de 1852, adaptándose durante los siguientes años a nuevos conceptos carcelarios, que lo denominaron "Escuela Central de Reforma y Corrección Penitenciaria" donde se realizarían talleres para presos como el de imprenta.
Hotel
En 1981 se cerró el presidio y, tras unos años de abandono, en 1996 el edificio fue comprado por el Ayuntamiento de Alcalá a la Dirección General del Patrimonio del Estado. Finalmente, se decidió ampliar el Parador de Alcalá de Henares, que desde el 28 de mayo de 1930 disponía de la "Hostería del Estudiante" (restaurante situado en el Colegio de San Jerónimo o Tilingüe, enfrente del Colegio de Santo Tomás). En octubre de 2008 empezó a funcionar como hotel, siendo su inauguración oficial como Parador de Turismo de España el 23 de julio de 2009, por el entonces presidente del gobierno José Luis Rodríguez Zapatero.

## Edificio

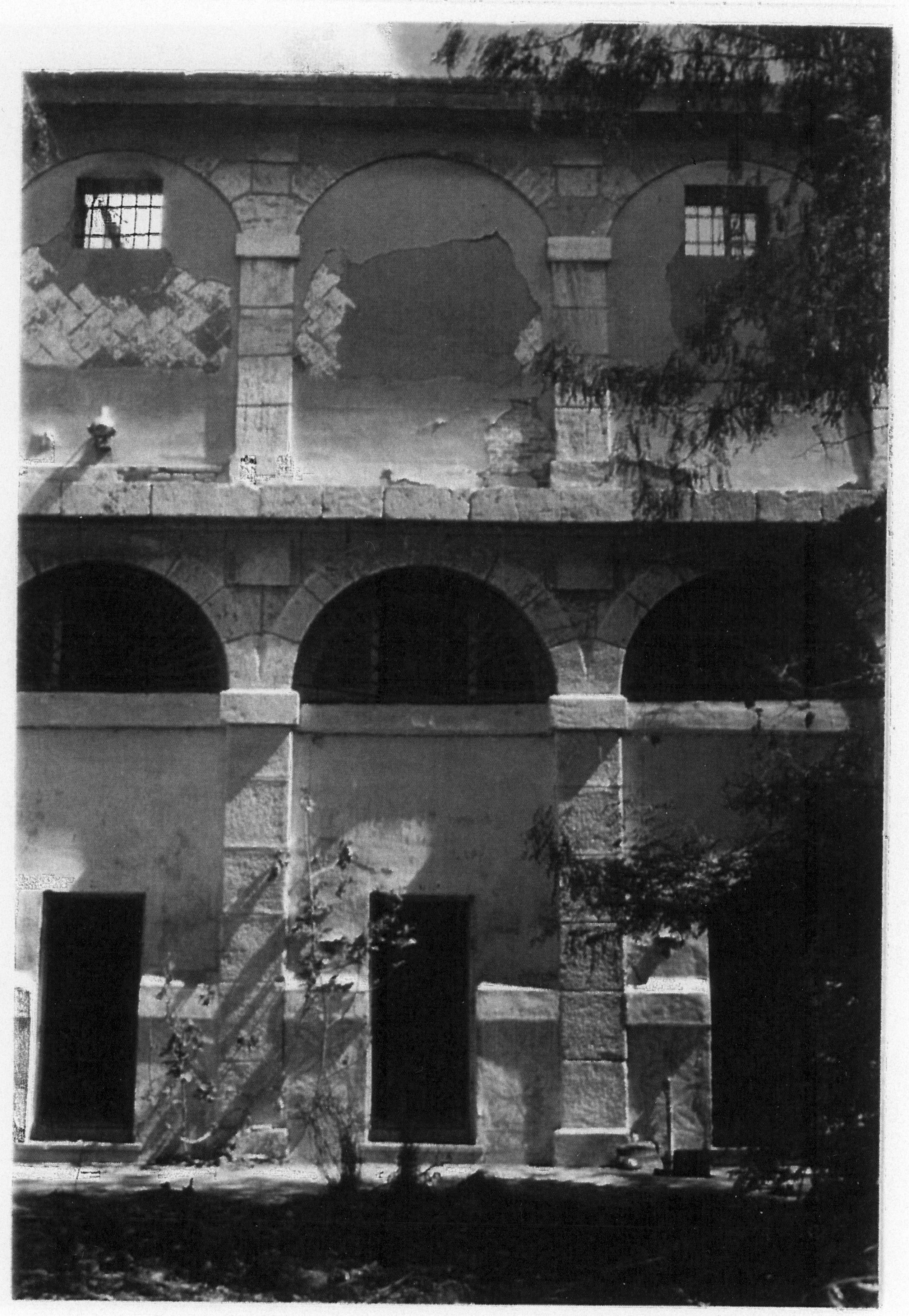
Alzado del claustro antes de su remodelación.

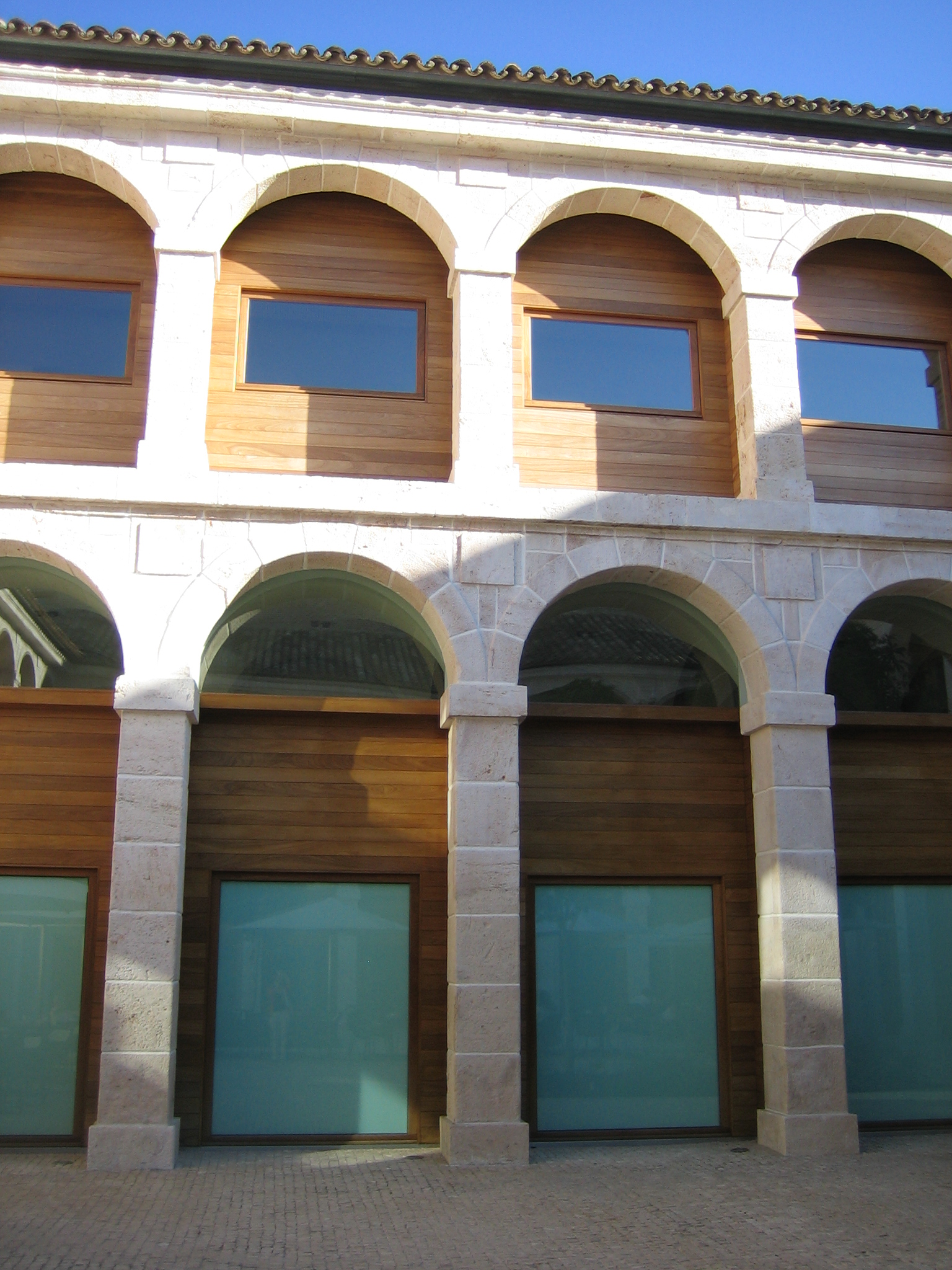
Alzado del claustro.

Es un conjunto de gran nobleza y sobriedad, cuyas dimensiones, el empleo de la piedra como material constructivo y no solo ornamental, y algunos detalles de la ordenada y cuidada composición, le diferenciaron de todas las fábricas conventuales que hasta ese momento se habían construido en la villa alcalaína.
Iglesia
La iglesia se construyó enteramente de ladrillo sobre un zócalo de piedra sillar. La capilla mayor es un simple tramo cuadrado, fundiéndose en un solo espacio cabecera y crucero; estaba cubierta con una cúpula sin tambor y sobre pechinas siguiendo el tipo del clasicismo castellano. El resto de la iglesia consta de una bóveda de medio cañón con lunetos y fajones, que se prolongan como simples bandas por los muros de carga, en lugar del habitual orden de pilastras; estos arcos aparecen doblados marcando la entrada a la capilla mayor y al coro, situado a los pies.
La sobriedad es absoluta y esta desnudez es una de sus principales características. Carece de capillas y se ha suprimido cualquier molduración en los muros, así como las soluciones termales fingidas, resolviendo los huecos como escuetas ventanas rectangulares.
Se encuentra dividida en dos plantas por un forjado, como consecuencia de haber utilizado este Colegio de Santo Tomás como penitenciaría. La planta baja se organizó para instalar despachos y el comedor de los internos, mientras que la superior se dejó diáfana para dormitorios.
La sacristía situada en el lado de la Epístola, junto a la capilla mayor, participa del mismo carácter desnudo de la iglesia. Es interesante la fórmula adoptada en los huecos de los lunetos de la bóveda de cañón situados al sur, que tienen mayor altura para que no quedaran tapados por las cubiertas del corredor del patio adosado a la iglesia.
En el exterior, la volumetría de la iglesia responde a su organización interna, a lo largo de un eje longitudinal perpendicular a la calle de Santo Tomás y, por tanto, paralelo a la calle de los Colegios. Dado que esta calle era la principal, consideraron como fachada el muro lateral y no el testero situado a los pies, de modo que organizaron su parámetro dividiéndolo en tres zonas perfectamente definidas. Las laterales como una retícula de rectángulos y cuadrados rehundidos, formada con bandas de ladrillo que se prolongan por los muros del cimborrio que cobija la cúpula; y la central, lisa, en cuyo eje se dispuso la portada con templete y ventana, la misma composición de las fachadas rectangulares pero sin el remate del frontón.
La iglesia cuenta con dos sencillas portadas clasicistas, huecos rectangulares con embocadura moldurada de arquitrabe de piedra berroqueña que se quiebra en los ángulos superiores iniciando una leve orejeta. La que está situada a los pies de la iglesia, como portada secundaria, está rematada por un friso y frontón; y la principal, por una hornacina con la escultura de Santo Tomás de Aquino enmarcado por un orden completo de pilastras, es el elemento cristiano que convierte la portada de carácter civil en portada religiosa.
Ante dicha portada se dispuso una pequeña lonja, para confirmar definitivamente como fachada principal el muro lateral del templo, y establecer un nexo de unión entre la iglesia y la calle de los Colegios.
Colegio
El colegio se dispuso adosado a la iglesia como era habitual. Se organizó en torno a un gran patio, ordenándose su alzado con la superposición tan característica de arco-pilar, con la diferencia de que en vez de utilizar ladrillo como material constructivo se empleó piedra berroqueña. En la planta baja, los corredores estaban divididos por arcos fajones, en tramos cuadrados cubiertos con bóvedas de aristas; y en la superior, con vigas y bovedillas volteando en las esquinas arcos entibos para arriostrar los muros. Debido al nuevo uso del edificio como penitenciaria, se cegaron los arcos del patio y se dividieron los corredores del piso bajo con tabiques, para formar celdas con entrada por el patio.
La fachada del colegio fue demolida en 1890, conservándose parte de la antigua portada como puerta de la penitenciaria, por la que se accedía directamente a los despachos instalados a los pies de la iglesia.
Convento
Las dependencias conventuales se instalaron en el cuarto oeste, donde se abría la portada principal y corría paralelo a la calle de Santo Tomás y en el cuarto sur, que daba a la huerta. El cuarto este no se construyó porque no había sitio; y en el cuarto norte, que arrimaba con la iglesia, dispusieron la sacristía y una gran escalera imperial que enlazaba las dos plantas.
Escalera imperial
El plano de la escalera estaba formado por tres arcos de medio punto que se corresponden con las arquerías y los tramos del corredor y, a su vez, con los tres tiros que constituyen la escalera. Del arco central arrancaba el primer tramo que desembocaba en una meseta rectangular desde donde partían los dos tiros paralelos, asentados sobre bóvedas de cañón inclinadas, que accedían al corredor superior.
La caja de la escalera estaba cubierta por una bóveda formada por cuatro paños que eran la prolongación de los cuatro muros de carga que confluían en la clave, unidos por cuatro aristas, que a su vez, eran también la prolongación de los ángulos y, a medida que subían, adoptaban una forma curva; cada elemento tiene un luneto donde se aloja un hueco para iluminar la escalera. Al igual que en la sacristía, los lunetos eran los que contribuían con sus líneas curvas y su concavidad a suprimir la uniformidad de las superficies desnudas, sin alterar por ello la escueta funcionalidad de las cubiertas.
La elección de este tipo de escalera es sorprenderte, lo mismo que sus dimensiones, ya que le prestan una gran monumentalidad. Siendo el elemento que más contribuyó a hacer de este colegio uno de los más originales de su tiempo, por lo que debió intervenir algún maestro con cierta personalidad.

## Miembros distinguidos
- Domingo de Soto (Segovia, 1494 - Salamanca, 1560) fraile dominico y teólogo, confesor del emperador Carlos V. Fue colegial.
- Domingo Báñez (Valladolid, 1528 - Medina del Campo, 1604) fraile dominico, filósofo y teólogo español. Fue profesor.